# Hrabušice
Hrabušice (węg. Káposztafalva, niem. Kabsdorf) – wieś (obec) na Słowacji w powiecie Spiska Nowa Wieś (słow. okres Spišská Nová Ves) w kraju koszyckim (słow. Košický kraj). Wieś leży w Kotlinie Hornadzkiej, na północno-zachodnim krańcu Słowackiego Raju na wysokości 548 m n.p.m. Zabudowania miejscowości rozłożone są nad potokiem Vydrničanka w dolinie rzeki Hornad.
W 2011 liczba ludności w Hrabušicach wynosiła 2393, większość z nich to wierni Kościoła rzymskokatolickiego (ok. 90% mieszkańców). We wsi mieszka także mniejszość romska (ok. 350 osób).

## Zarys historii
Pierwsza wzmianka o wsi o nazwie villa Composita pochodzi z 1279 roku. Jednak wykopaliska świadczą o osadnictwie już w czasach neolitu. Miejscowość była własnością Związku Sasów Spiskich, a w 1465 roku stała się majątkiem Zamku Spiskiego. We wsi znajdował się browar, tartak, młyn oraz piec hutniczy. Mieszkańcy zajmowali się przeważnie rolnictwem.
W Hrabušicach znajduje się romański kościół św. Wawrzyńca z XIII wieku, przebudowany w XV wieku. Wewnątrz znajduje się gotycki ołtarz skrzydłowy świętych Wawrzyńca i Szczepana wykonany w latach 1516–1520 w pracowni Mistrza Pawła z Lewoczy, renesansowa chrzcielnica z piaskowca z roku 1656, rokokowe ambona z roku 1760 i organy z roku 1770. W późnogotyckim ołtarzu bocznym umieszczona jest figura świętej Anny.

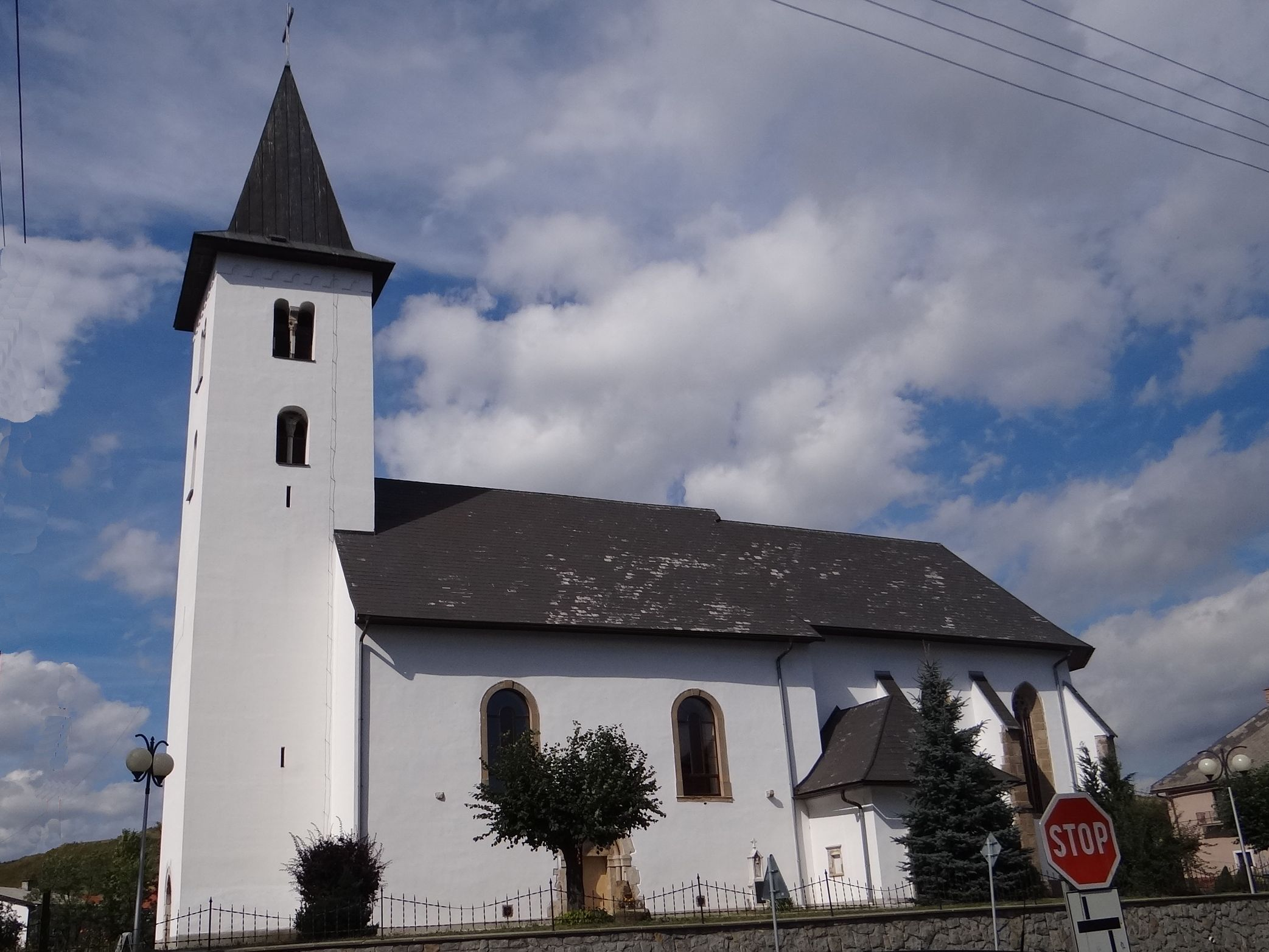
Kościół w Hrabušicach

Dawne nazwy wsi:
- 1279 villa Composita
- 1284 Capusdorf
- 1307 Kabuzdorf
- 1328 Kabisdorf
- 1440 Kaposztafalva
- 1773 Hrabusicze
- 1786 Harbussice
- 1920 Hrabošice
- 1927 Hrabušice

## Turystyka
Obecnie Hrabušice to znana miejscowość turystyczna. Istnieją w niej trzy ośrodki turystyczne:
- Podlesok znajdujący się na skraju Słowackiego Raju u wylotu potoku Suchá Belá,
- Hrabušická Píla znajdująca się w dolinie potoku Veľká Biela voda,
- Kláštorisko w środku Słowackiego Raju